# Летний американский скат
Летний американский скат или скат-опоссум  (лат. Raja eglanteria) — вид хрящевых рыб семейства ромбовых скатов отряда скатообразных. Обитают в субтропических водах северо-западной и центрально-западной части Атлантического океана между 48° с. ш. и 22° с. ш. и между 91° з. д. и 59° з. д. Встречаются на глубине до 330 м. Их крупные, уплощённые грудные плавники образуют диск в виде ромба со слегка выступающим рылом. Максимальная зарегистрированная длина 84 см. Откладывают яйца. Не являются объектом целевого промысла.

## Таксономия
Впервые вид был научно описан в 1800 году. Видовой эпитет происходит от фр. églantine — «шиповник».

## Ареал
Эти демерсальные скаты распространены у восточного побережья США от Массачусетса до юга Флориды и в северной части Мексиканского залива. Встречаются в прибрежной зоне и солоноватых эстуариях рек на глубине до 330 м, в основном не глубже 111 м, при температуре воды 10–21 °C и солёности больше 22 ‰. Предпочитают песчаное илистое дно, хотя попадаются на скалистом гравелистом дне.

## Описание
Широкие и плоские грудные плавники этих скатов образуют диск в виде ромба со слегка выступающим кончиком рыла и закруглёнными краями. На вентральной стороне диска расположены 5 жаберных щелей, ноздри и рот. На длинном хвосте имеются латеральные складки.  Длина хвоста равна длине диска. По диску и хвосту пролегает срединный ряд колючек. Остальная поверхность диска покрыта мелкими шипиками. На обоих челюстях расположены по 46–54 зубных рядов. По обе стороны от рострума на диске имеются просвечивающие области. Дорсальная поверхность окрашена в коричневый или серый цвет с чёрными и тёмно-коричневыми полосами и пятнами, вентральная сторона диска белая. Максимальная зарегистрированная длина 84 см.

## Биология
Подобно прочим ромбовым эти скаты откладывают яйца, заключённые в жёсткую роговую капсулу с выступами на концах. Эмбрионы питаются исключительно желтком. Длина капсулы 5,1–8,9 см, а ширина 3,8–5,7 см. Молодые скаты имеют тенденцию следовать за крупными объектами, похожими на их мать. Размер новорождённых 12–15 см. Самцы и самки достигают половой зрелости при длине 49–68 см. Самки становятся половозрелыми в возрасте 4—6 лет, а самцы в 2–4 года. Продолжительность жизни более 5 лет.
Рацион взрослых особей состоит из моллюсков, ракообразных и мелких рыб. Эти скаты охотятся в основном ночью.

## Взаимодействие с человеком
Эти скаты не являются объектом целевого промысла. Попадаются в качестве прилова при тралении. Международный союз охраны природы присвоил виду охранный статус «Вызывающий наименьшие опасения».